# クリムゾン印刷
クリムゾン印刷（クリムゾンいんさつ）は、日本のレコードレーベル。株式会社AqbiRecとDCG合同会社(DCG ENTERTAINMENT)が共同で運営。

## 沿革
2011年、アイドル育成プロジェクトとして発足。発足当初はモトダタケシが代表、クリエイティブチームとして田中紘治、寺田正孝、大嶋尚之（のちにXOXO EXTREMEプロデューサー）が参加。
2012年、BELLRING少女ハート（2016年末活動休止（後に「崩壊」と呼ばれる）、2017年2月There There Theresに改名）デビュー。
2013年、田中により株式会社AqbiRec設立。
2016年、BELLRING少女ハートの音源制作を担当していたチーム・DCG（慎秀範（代表）、林惇太、タニヤマヒロアキ）が自らアイドルグループ・ヤなことそっとミュートを立ち上げるにあたって田中に話を通したところ、田中から自分のレーベルからリリースしないかという提案を受け、クリムゾン印刷からの第二弾アイドルとしてプロジェクトが発足。

## 所属アーティスト
- CLOCK & BOTAN
- MIGMA SHELTER - 2018年よりMUSIC@NOTE（@JAMとタワーレコードによるアイドル専門レーベル）に所属しているが、2020年のアルバム『ALICE』、シングル「Paralyzing」はクリムゾン印刷よりリリース。

### 過去
- BELLRING少女ハート - 2016年12月末「崩壊」。2022年、「BELLRING少女ハート '22」として期間限定復活。2023年新たに活動開始したが、所属レーベルはLonesome Record。
- THERE THERE THERES - 2019年2月末解散。
- ヤなことそっとミュート - 2020年3月、ユニバーサルミュージックよりメジャーデビュー
- NILKLY - 2022年7月解散（後期はCDはLonesome Recordからリリース）
- グーグールル - 2021年解散。解散時のメンバーにより暫定グループ「あんちろちー」として2022年まで活動していた。